# Archives départementales de la Charente-Maritime
Les archives départementales de la Charente-Maritime sont un service du conseil départemental de la Charente-Maritime (Nouvelle-Aquitaine, France).

## Histoire

### Les bâtiments
Les archives disposent d'un bâtiment principal situé à la Rochelle, achevé en 1984 et implanté dans le quartier universitaire de la ville et d'une annexe sur la commune de Jonzac au sud du département.

### Les principaux directeurs
- 1867-1906 : Louis Meschinet de Richemond
- 1906-1915 : Jules Pandin de Lussaudière
- 1919-1937 : François Jourda de Vaux de Foletier ;
- -1968 : Marcel Delafosse
- 1970-Françoise Giteau
- 1993-2001 : Pascal Even ;
- 2001-2012 : Benoît Jullien ;
- 2013-2020 : Louis-Gilles Pairault ;
- Depuis 2020 : Stéphanie Dargaud

## Fonds

### Ensemble des documents conservés
Les archives de la Charente-Maritime occupent 23 500 mètres linéaires, dont 2 800 mètres linéaires dans le bâtiment annexe à Jonzac. La bibliothèque historique des archives regroupe 26 000 ouvrages environ, tandis que plus de 3 000 titres de périodiques sont conservés.

### Archives numérisées
Sont consultables en ligne:
- Registres paroissiaux,
- Registres pastoraux,
- Registres d'état civil.

### Fonds relatifs à la traite négrière
Les archives départementales de la Charente-Maritime regroupent un fonds important de documents relatifs à la traite négrière. Celle-ci eut particulièrement lieu autour du port de La Rochelle, qui fut un grand port négrier. Dans la seconde moitié du XVIIIe siècle, la traite rochelaise génère une intense activité. Beaucoup de Rochelais sont impliqués dans ce commerce. La traite négrière est devenue une activité essentielle à la prospérité rochelaise.

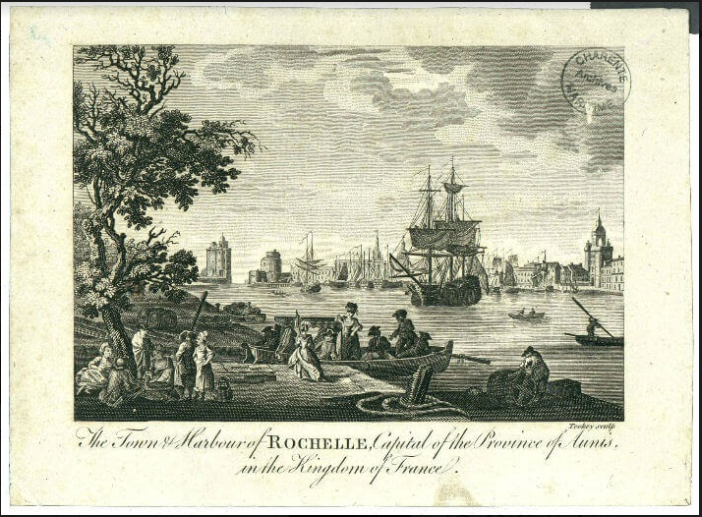
Le port négrier de La Rochelle.

Entre 1707 et 1793, 12,65 % des voyages de traite sont partis de La Rochelle. Le triste record est détenu par Nantes avec 42,68% des voyages négriers au départ de son port. Entre 1710 et 1792, l’année 1786 est la plus dense à La Rochelle, avec 22 départs de navires négriers.
Les fonds que conservent les archives départementales de Charente-Maritime comportent de nombreux documents relatifs au commerce négrier conservés sous le fonds de la chambre des commerces : tableau des navires armés dans le port, tableau des commerces de la traite des Noirs, portraits des célèbres armateurs Jacques Rasteau et Pierre-Gabriel Admyrauld, déclarations relatives à l’armement des navires, gravures… Du notaire, au greffier de l’Amirauté en passant par le commissaire du roi ou l’employé de la chambre des commerces, toute une administration encadre le négoce.
Les fonds notariaux nous renseignent aussi sur la traite négrière à La Rochelle, grâce notamment aux contrats d’engagement signés chez les notaires.
Les fonds privés sont aussi une source d’information importante à l’image du livre de bord du navire le Solide.
Les fonds de cours et de juridictions recèlent de documents de la chambre des comptes comme des inventaires, les procès-verbaux, les déclarations d’arrivée des navires (dans les Caraïbes ou en Afrique).

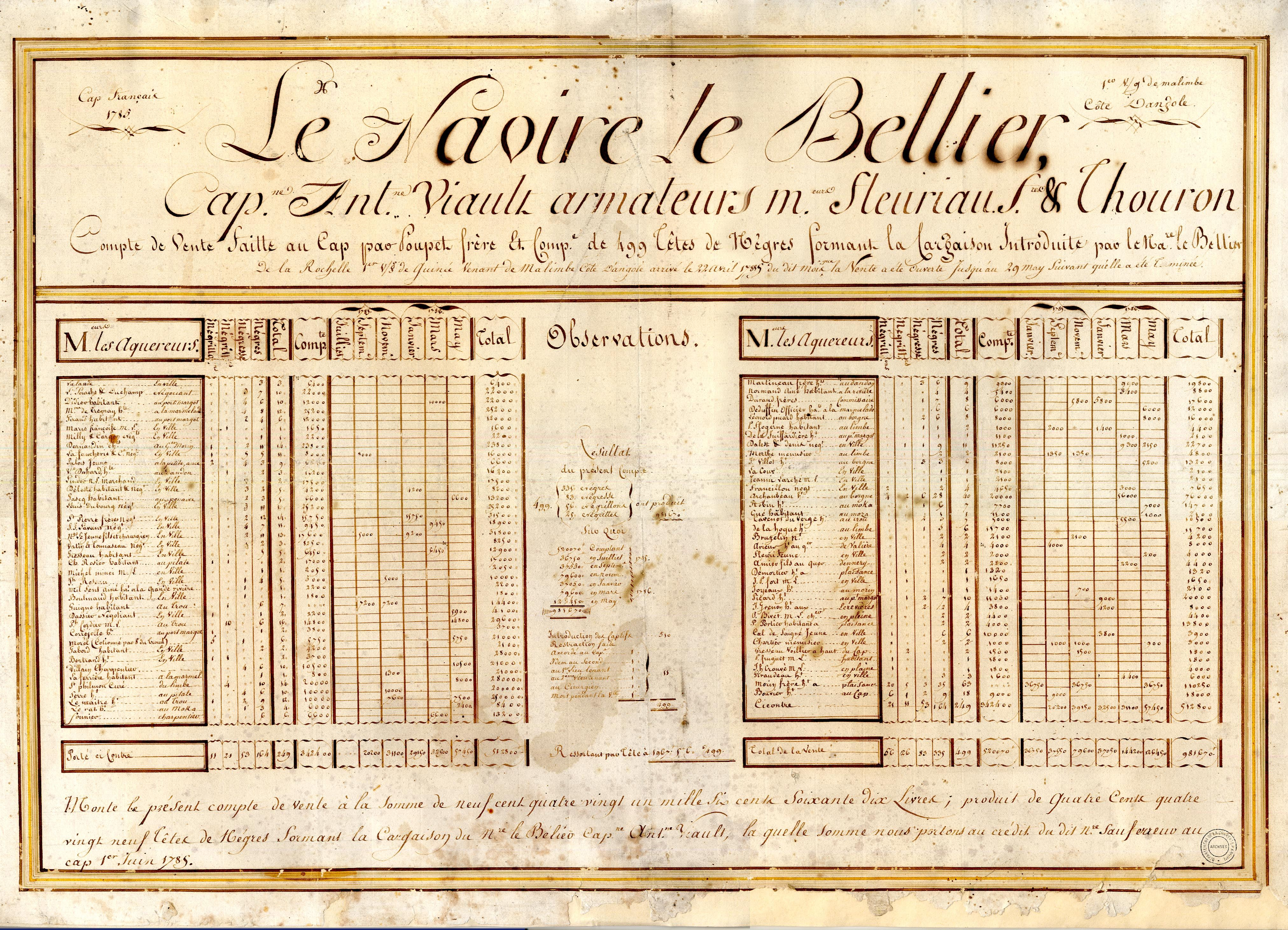
Compte de vente faite au Cap par Poupet frères et compagnie de 499 têtes de Nègres formant la cargaison introduite par le navire Bellier.

Il y a moins de documents relatifs à la condition des esclaves à bord des navires négriers, il y a davantage de documents iconographiques. On connaît cependant les conditions de vie à bord des équipages. Il faut consulter les collections des musées rochelais et notamment le musée du Nouveau Monde pour obtenir plus d’informations sur les conditions de voyage des esclaves.

## Pour approfondir